# Charles Cordier
Pour les articles homonymes, voir Cordier (homonymie).
Charles Cordier né le 1er novembre 1827 à Cambrai et mort le 29 avril 1905 à Alger est un sculpteur français.
Reprenant une technique remontant à l'Antiquité romaine, il utilise des marbres polychromes tel que l'onyx pour habiller ses bronzes, représentatifs du style orientaliste et de l'éclectisme propre au Second Empire.
Il est le père du sculpteur Henri Louis Cordier (1853-1926).

## Biographie

### Premières années
Fils de pharmacien, Charles Henri Joseph Cordier entre en 1846 à l’École des beaux-arts de Paris, présenté par le sculpteur Jacques-Auguste Fauginet, mais il n'y reste pas longtemps, car il entre la même année dans l'atelier de son maître François Rude. Cette année-là, il y fait la rencontre décisive d'un ancien esclave soudanais affranchi devenu modèle professionnel, Seïd Enkess dont il réalisa le buste en quinze jours. Ce fut le départ de son œuvre ethnographique. Son genre avait l'actualité d'un sujet nouveau, la révolte contre l'esclavage, l'anthropologie à sa naissance.

### Carrière artistiques

#### Un sculpteur orientaliste
Dès lors, il produit une grande quantité de statues orientalistes et notamment des bustes. Au Salon de 1848, l'année de l'abolition de l'esclavage, il expose Saïd Abdallah, de la tribu de Mayac, Royaume de Darfour. La reine Victoria acquiert ce bronze lors de l'Exposition universelle de 1851. Dès 1851, il sculpte une série de bustes d'une Vénus africaine. Ses envois au Salon de 1853 font sensation. Avec ses bustes en bronze d'un homme et d'une femme Mongols ou Chinois (1853), il cherche à obtenir des effets de polychromie plus riches, tendance à laquelle il resta fidèle dès lors, d'où de nouveaux bustes africains colorés tel le célèbre Homme du Soudan en costume algérien (entre 1856 et 1857, initialement intitulé Nègre du Soudan), acquis par Napoléon III en 1857 pour 3 000 francs, exposé au musée d'Orsay à Paris.
En 1855, son envoi de deux Chinois en bronze doré, argenté et émaillé à l'Exposition universelle de Paris est très remarqué. Il emploie des marbres de Paros, des onyx taillés pour les draperies, des émaux sur cuivre, l'argent, l'or. Il teint par différents procédés les marbres de Carrare et emploie des pierres semi-précieuses, tout en modelant dans un style classique. Grâce à des bourses octroyées par le gouvernement, l'artiste peut étudier in situ pour « fixer les différents types humains qui sont au moment de se fondre dans un seul et même peuple ». Il voyage en Italie, en Algérie (1856), en Grèce (1858) dans l'archipel des Cyclades et en Égypte (1866 et 1868).
Au Salon de 1857, il expose 18 bustes dont douze sont des études d'Algériens, la plupart en bronze. En 1860, refusé par un jury de sculpture, indigné, il en appela au surintendant Émilien de Nieuwerkerke, à la princesse Mathilde et à Napoléon III lui-même. L'empereur, « bon enfant. », le décora. Il perfectionne la polychromie de ses œuvres en envoyant au Salon de 1863 le buste d'une Femme juive algérienne en bronze émaillé, onyx et porphyre ; en 1864 une Jeune mulâtresse en bronze, émail et onyx ; en 1866 une statue grandeur nature d'une Femme arabe en bronze, émail et onyx, acquise par l'impératrice Eugénie pour son musée chinois à Fontainebleau ; et en 1867 le buste d'un Fellah en bronze, or, argent, turquoise et porphyre. La même année, le sculpteur exécute un groupe en bronze intitulé L'Abolition de l'esclavage (La Rochelle, musée du Nouveau Monde).

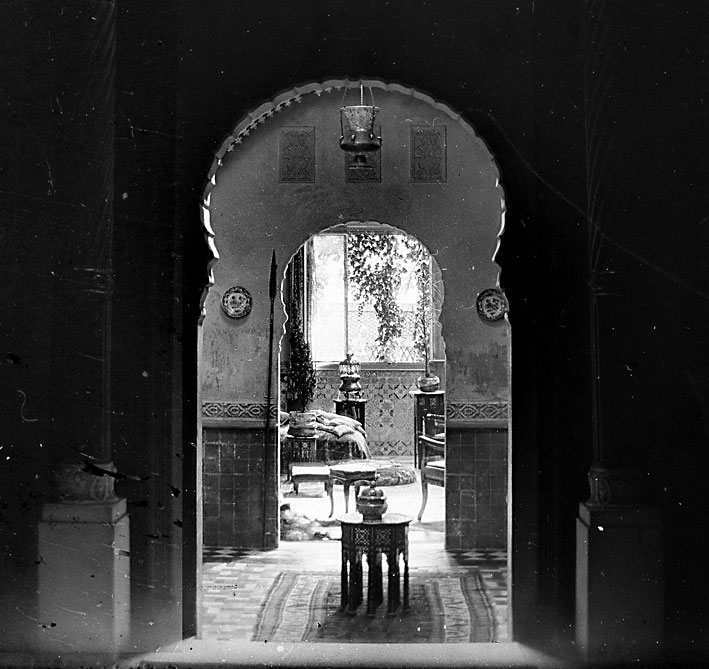
Décor orientalisant de l'atelier de Charles Cordier au 115, boulevard Saint-Michel à Paris, document non sourcé.
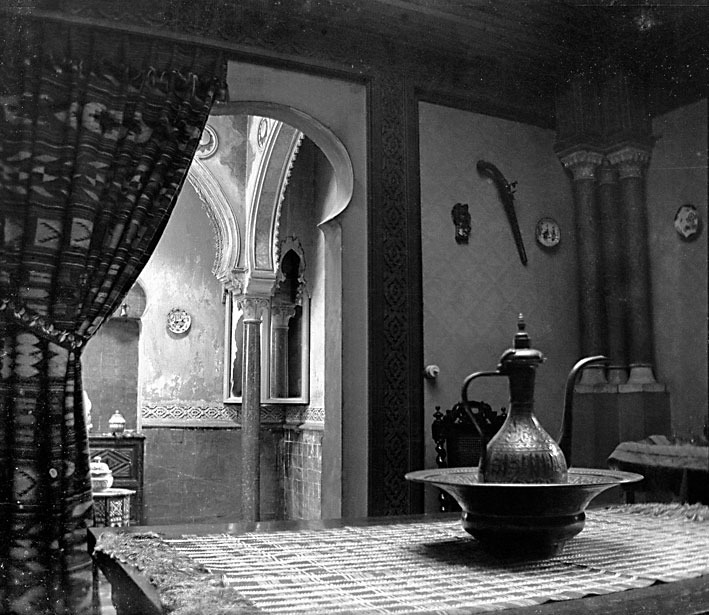
Décor orientalisant de l'atelier de Charles Cordier au 115, boulevard Saint-Michel à Paris, document non sourcé.
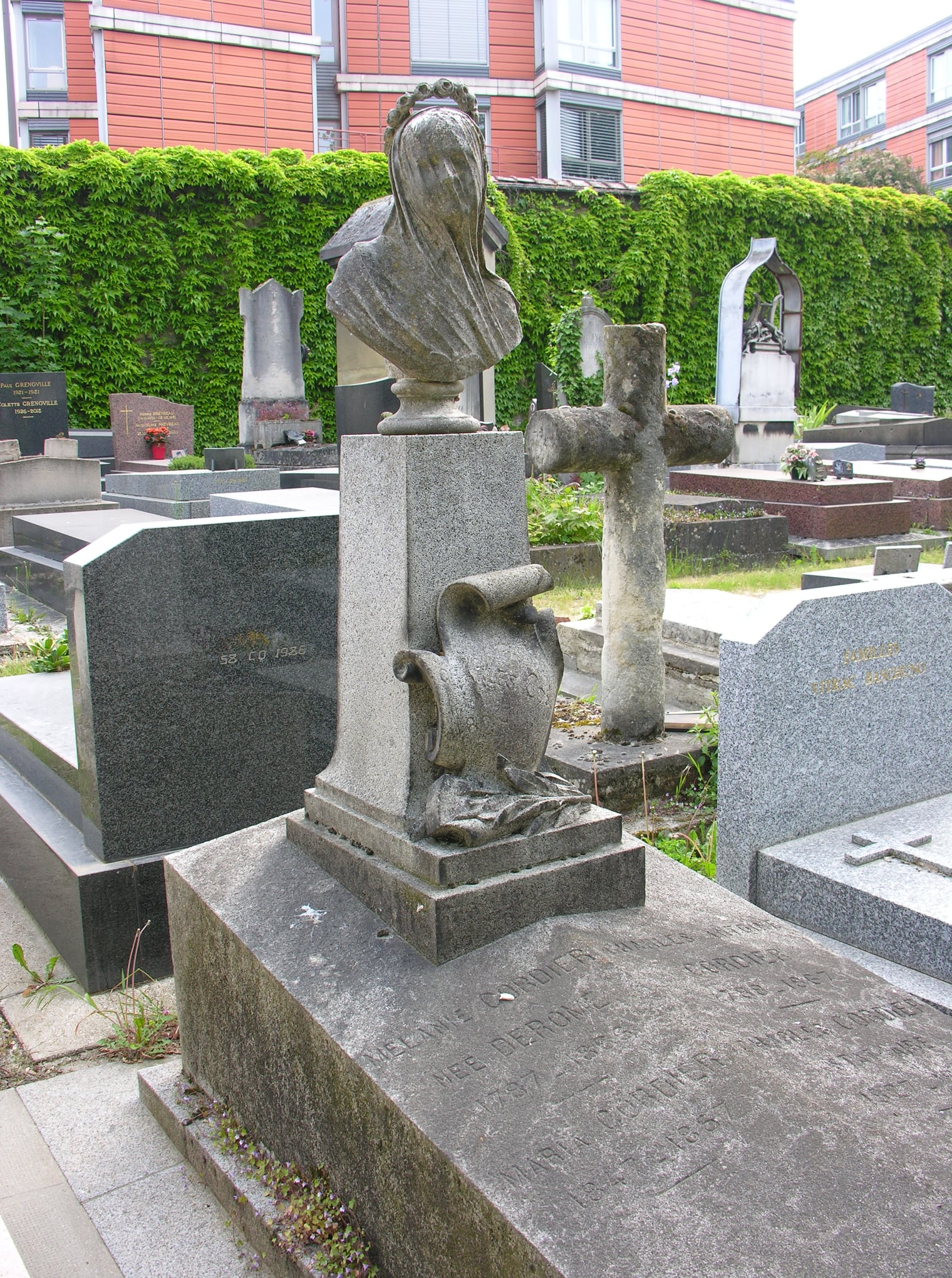
Sépulture de l'artiste, Paris, cimetière de Montmartre.

#### Sculpteur de personnalités
Cependant, son œuvre abondant ne se limite pas à des représentations ethnologiques. Il réalise plus classiquement des bustes de personnalités comme ceux de l'amiral Courbet (1885 et 1886), du général Fleury (1863), ou de ses proches, ainsi que des sculptures religieuses comme une Vierge du XIIe siècle (1889), ou des Vénus et autre Prêtresse. Pour les grands chantiers parisiens du Second Empire, Cordier participe à ceux du palais du Louvre, de l'opéra Garnier et de l'hôtel de ville.
Charles Cordier a également réalisé entre autres le Monument au maréchal Gérard (1856, Verdun), le Triomphe d'Amphitrite (1861), la statue de Jean-Baptiste pour la tour Saint-Jacques à Paris (vers 1854), ou les cariatides de L'Harmonie et La Poésie de la cheminée ouest du grand foyer du palais Garnier à Paris (1872).
La ville du Caire conserve son Monument à Ibrahim Pacha, une statue équestre qu'il réalise en 1872.
Pour le Mexique, il réalise vers 1872 un Monument à Christophe Colomb, flanqué aux angles de quatre statues de dominicains et franciscains qui l'avait aidé dans sa mission divine, les bas-reliefs ornant le piédestal représentant des forêts vierges et la construction d'une cathédrale.

### Bilan d'une carrière
Charles Cordier est l'auteur de 617 œuvres recensées, dont 365 bustes ethnographiques et 103 portraits bourgeois. Il avait obtenu une médaille de troisième classe au Salon de 1851, une de deuxième classe en 1853, avec rappel en 1857. Il est nommé chevalier de la Légion d'honneur le 6 août 1860.
Il est le beau-frère du graveur Firmin Gillot, marié en 1847 avec sa sœur Mélanie Cordier.
Mort en 1905 à Alger, il est inhumé à Paris, au cimetière de Montmartre (7e division).

Œuvres de Charles Cordier
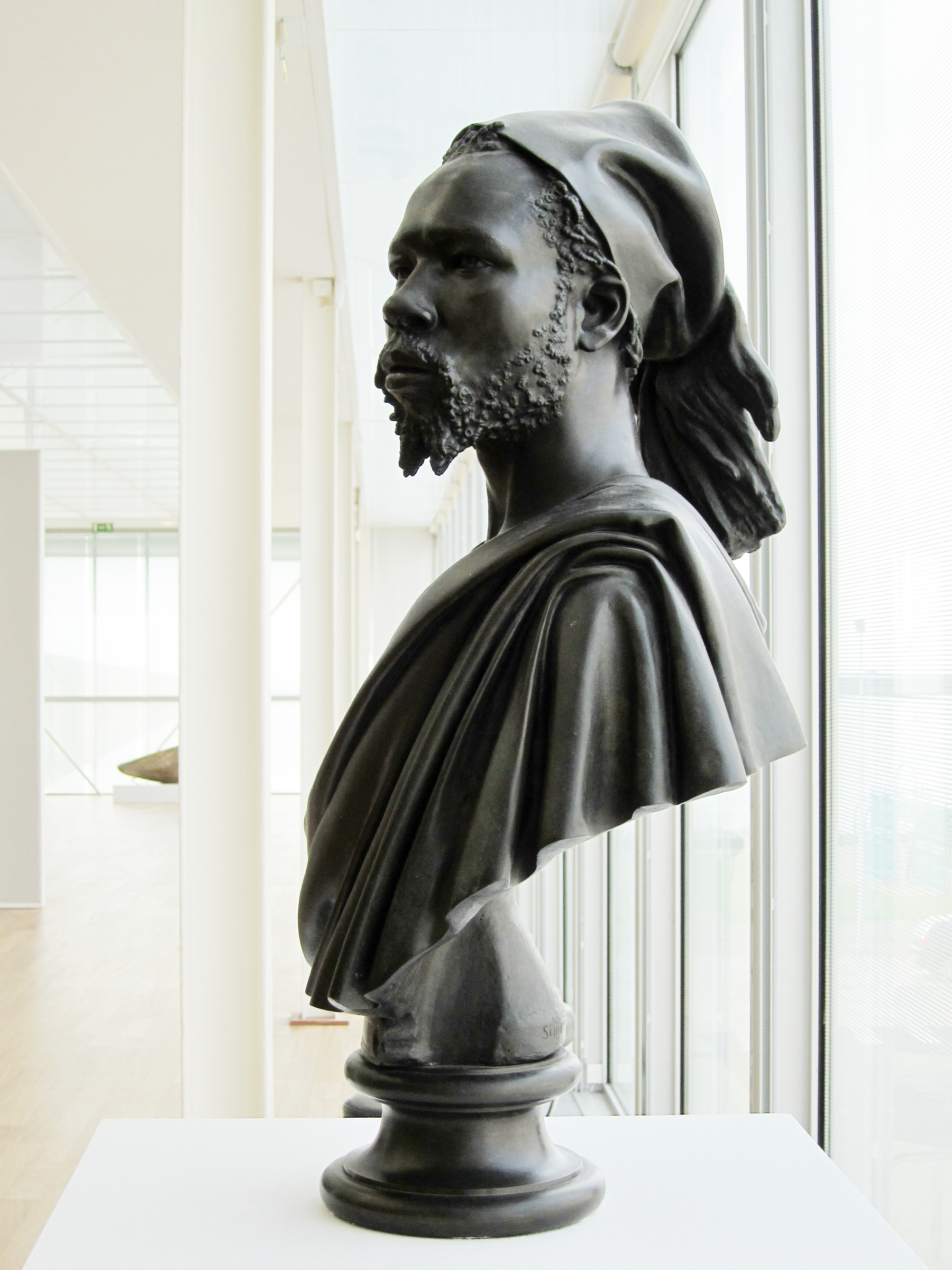
Saïd Abdallah de la tribu Mayac, royaume de Darfour (1848), Le Havre, musée d'Art moderne André-Malraux[18].
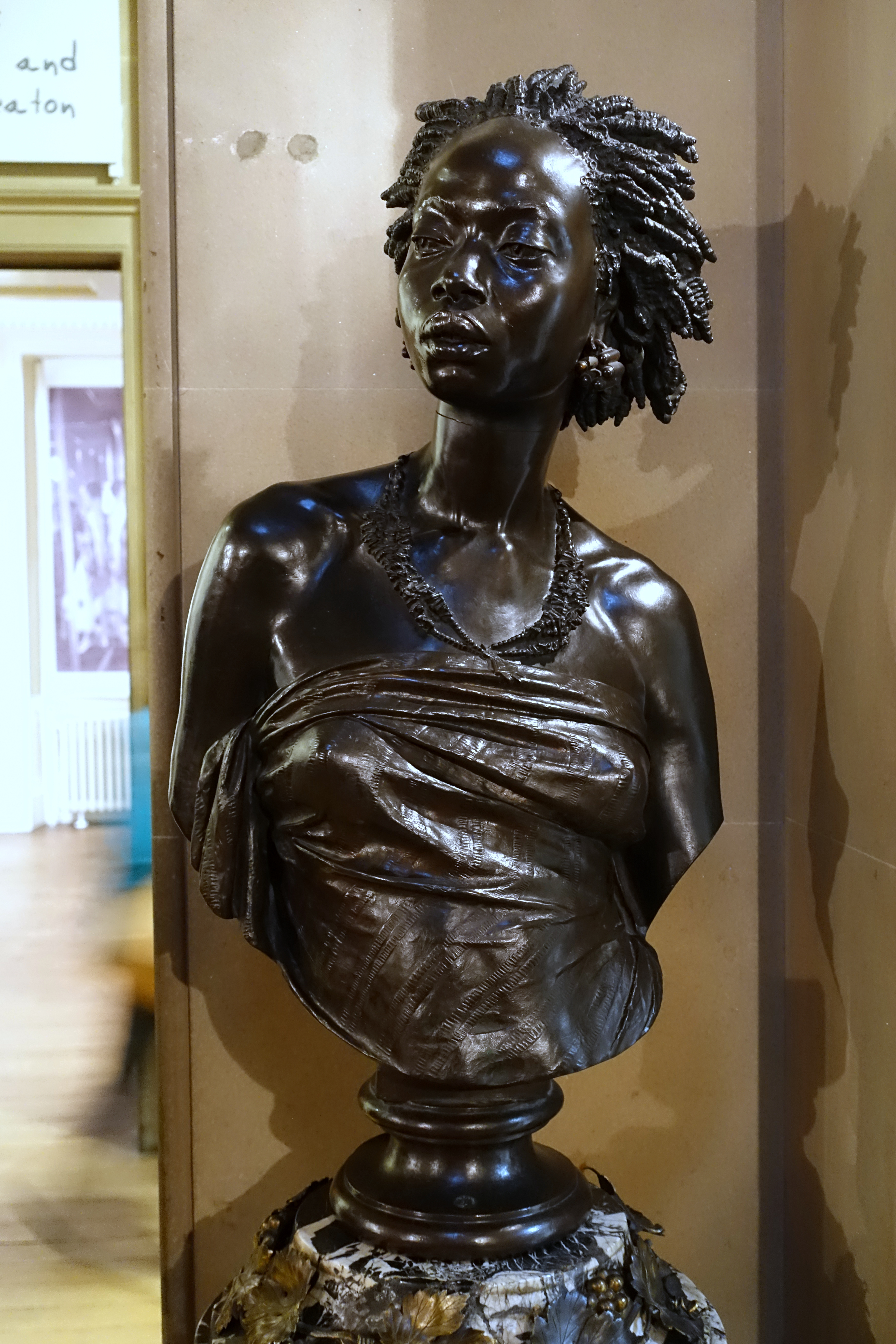
La Nubienne (1851), Bakewell, Chatsworth House.
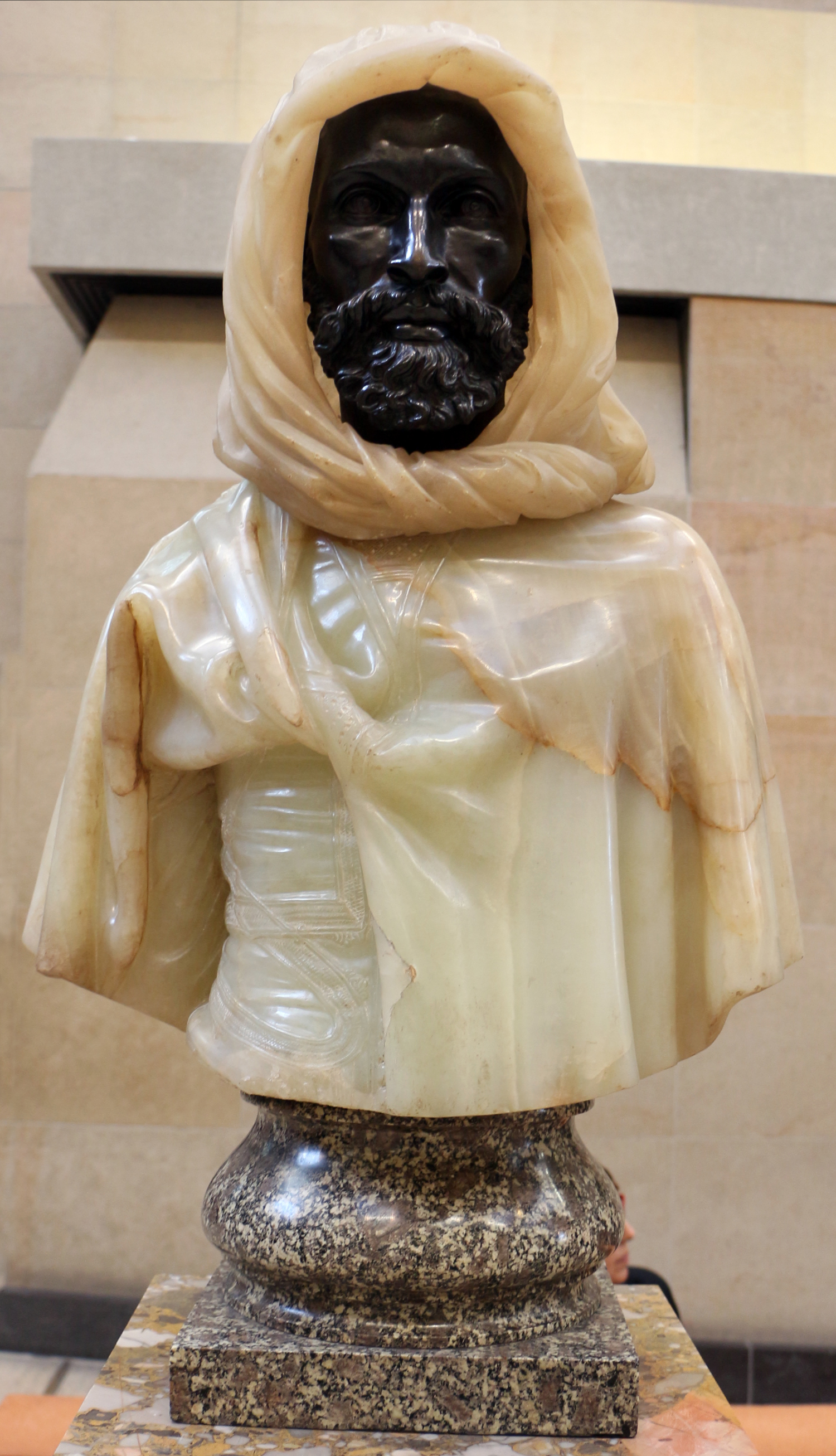
Arabe d'El Aghouat en burnous (1856) Paris, musée d'Orsay.
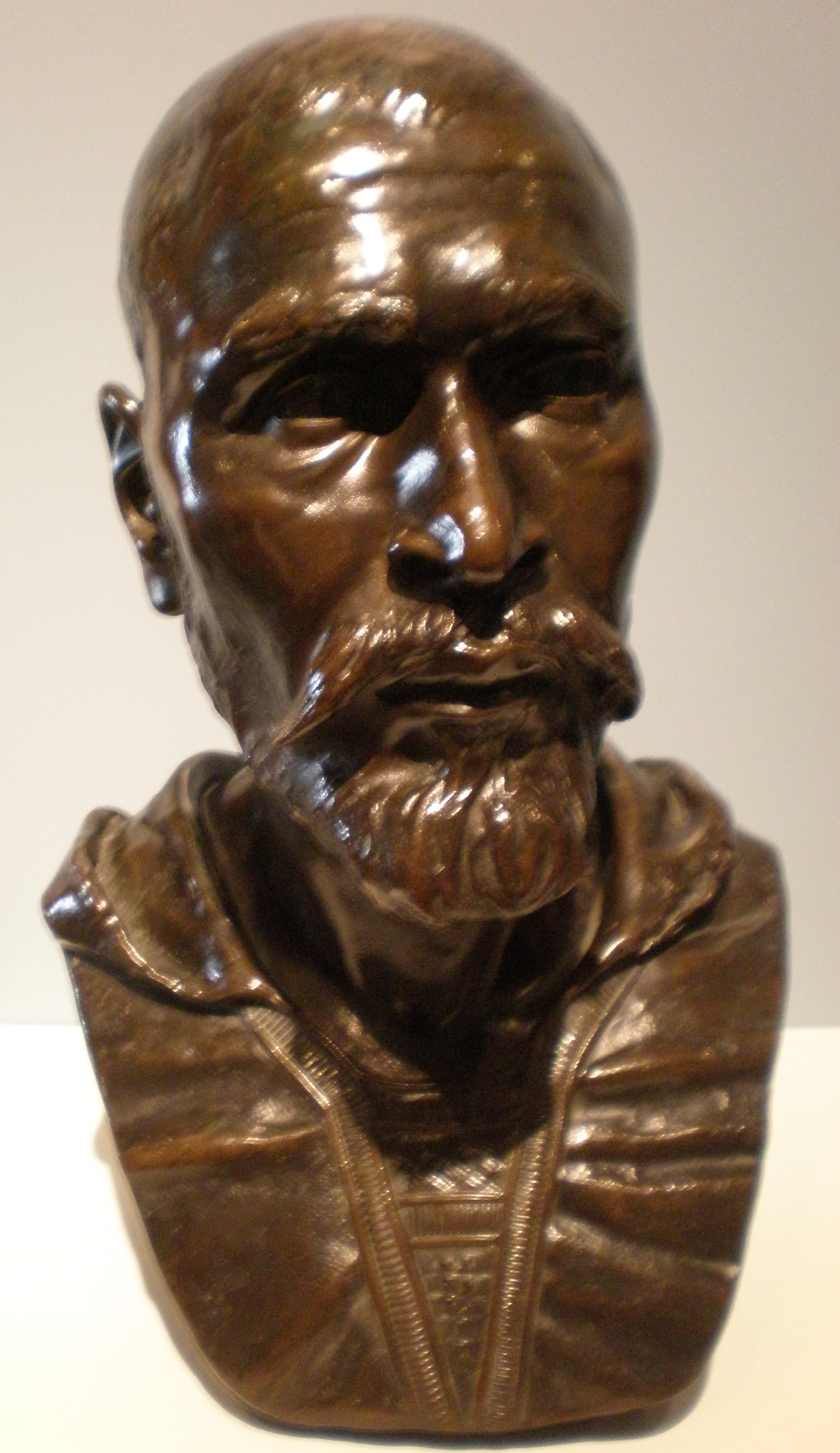
Arabe de Biskra, Algérie (1856), Stanford, Iris & B. Gerald Cantor Center for Visual Arts.
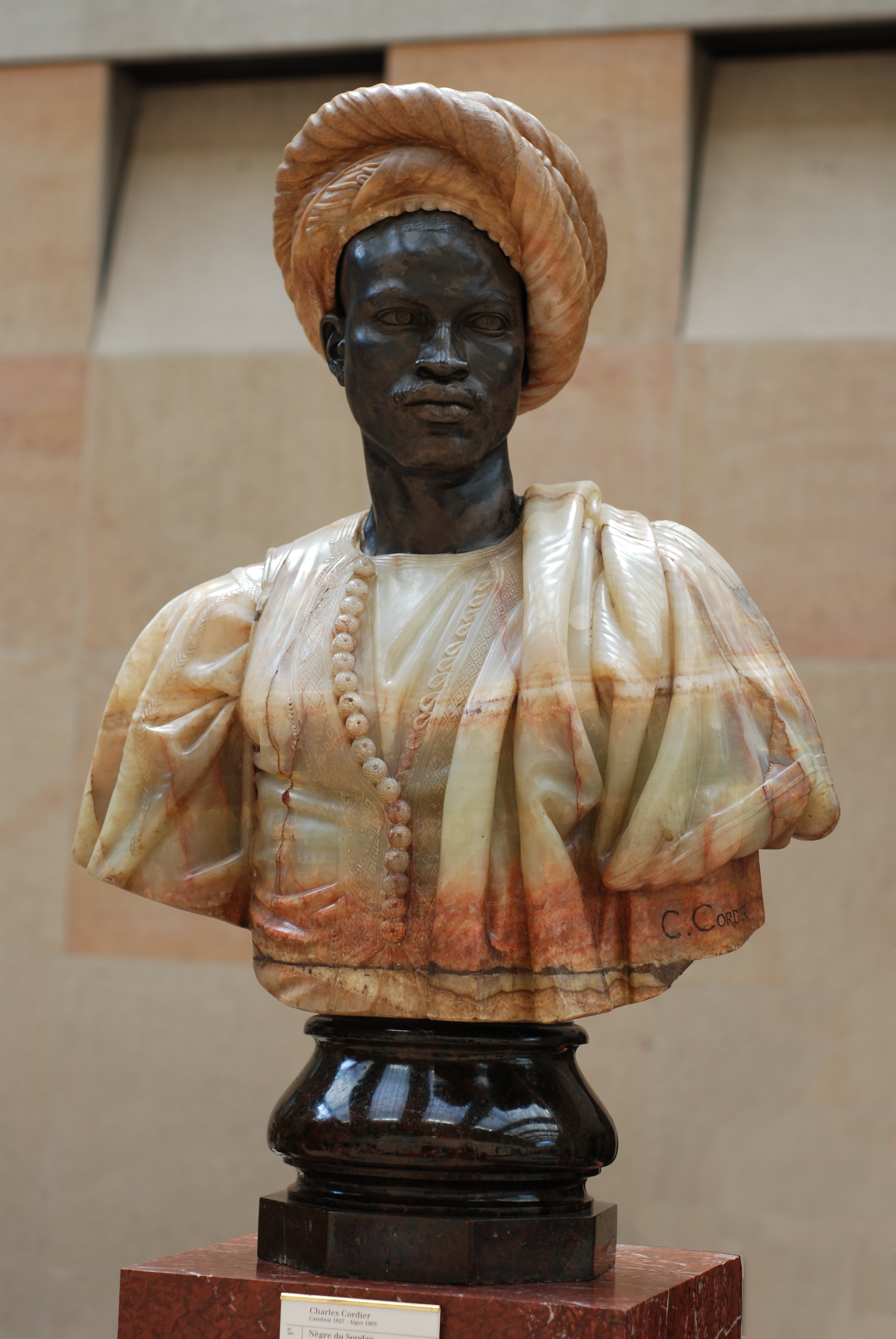
Homme du Soudan en costume algérien[19] (entre 1856 et 1857), Paris, musée d'Orsay.
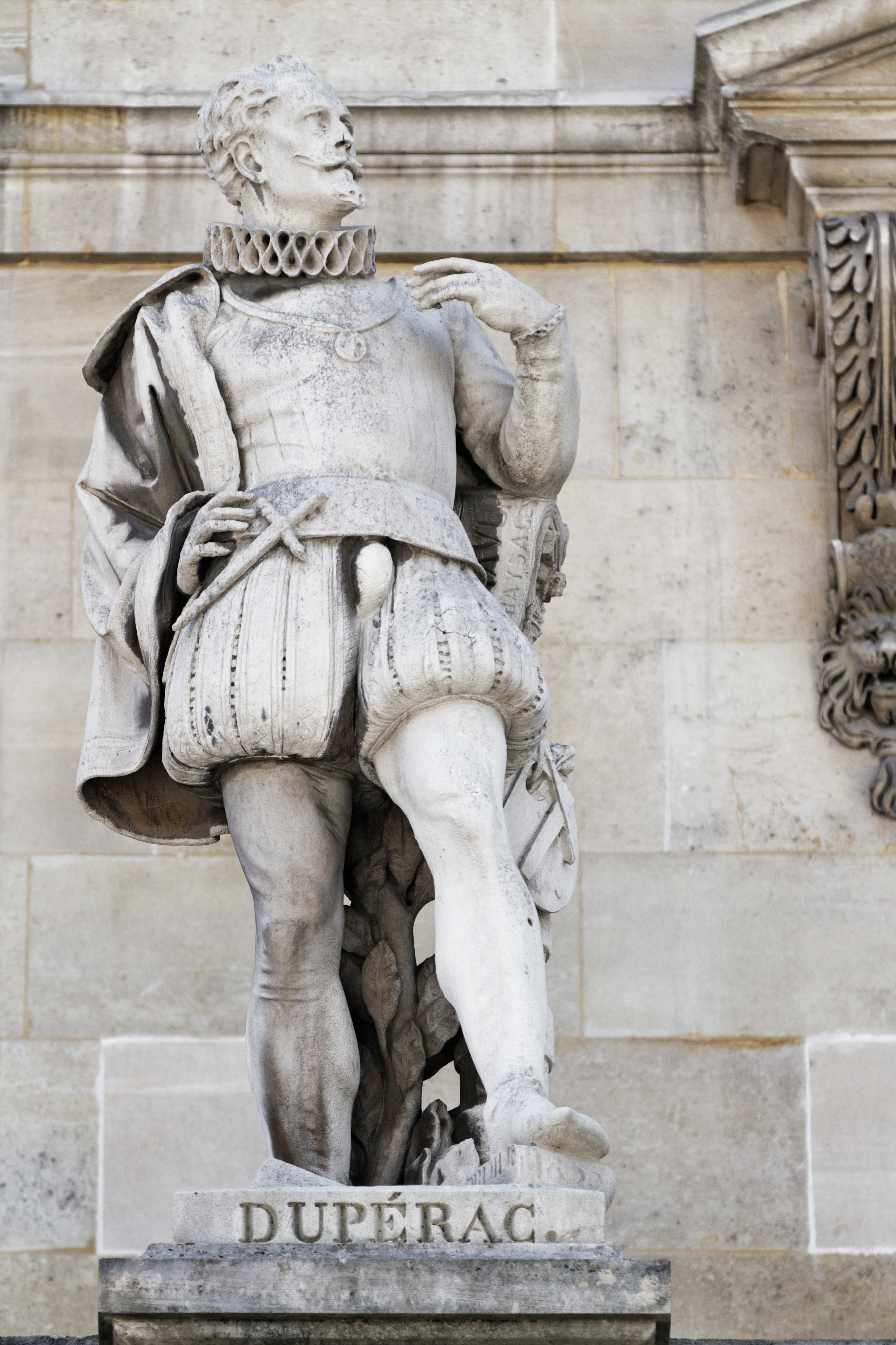
Étienne Dupérac (1857), Paris, palais du Louvre.
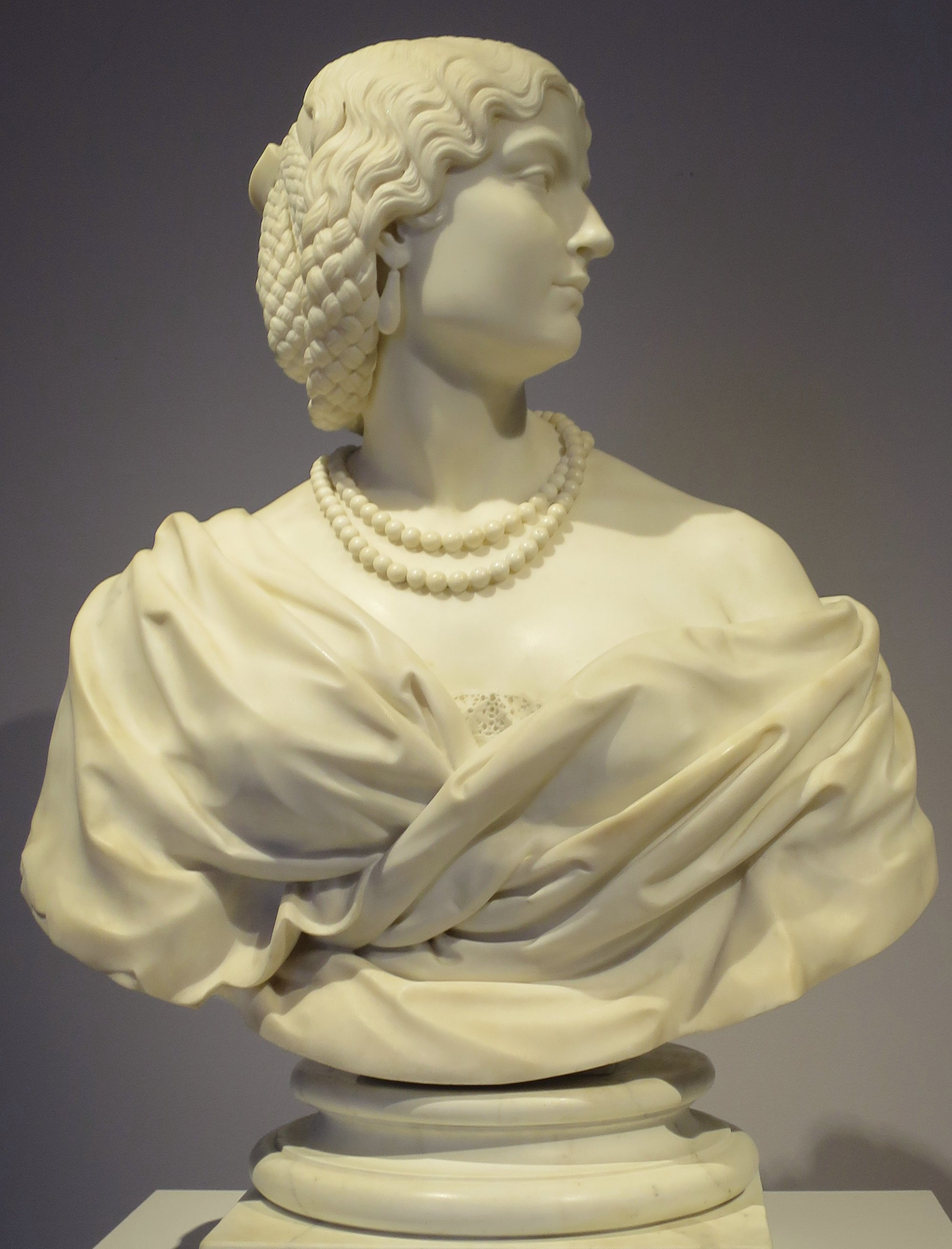
Une Jeune femme du Trastevere (vers 1860), Atlanta, High Museum of Art.
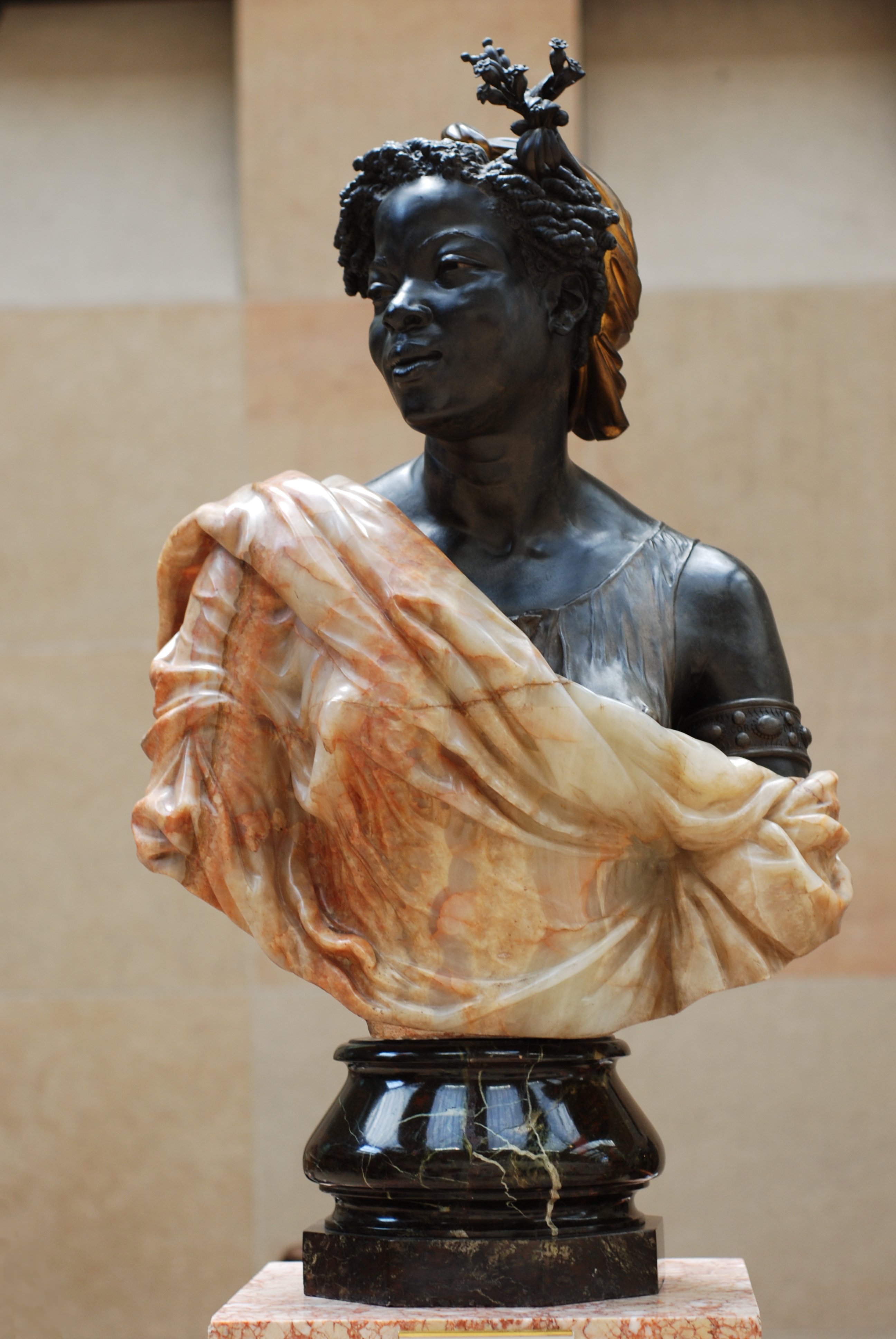
Capresse des colonies (1861), Paris, musée d'Orsay.
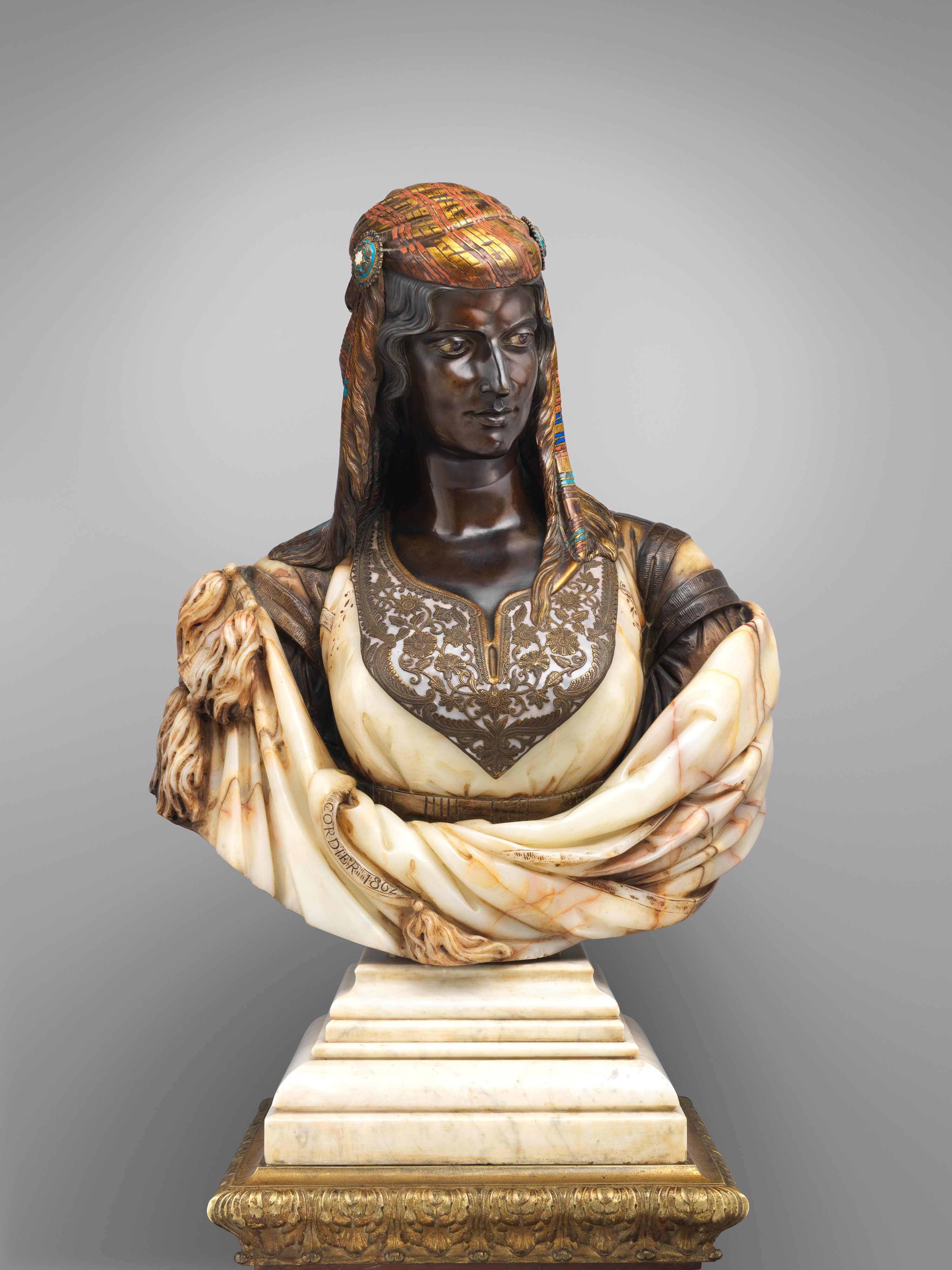
La Juive d'Alger (1862), New York, Metropolitan Museum of Art.
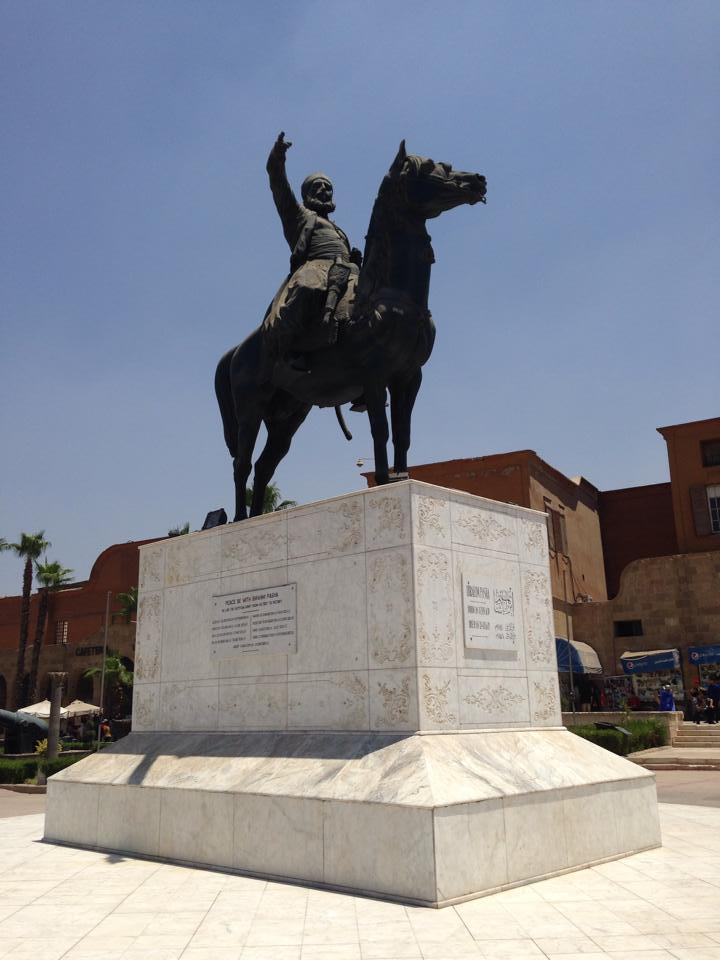
Monument à Ibrahim Pacha (1872), Le Caire.
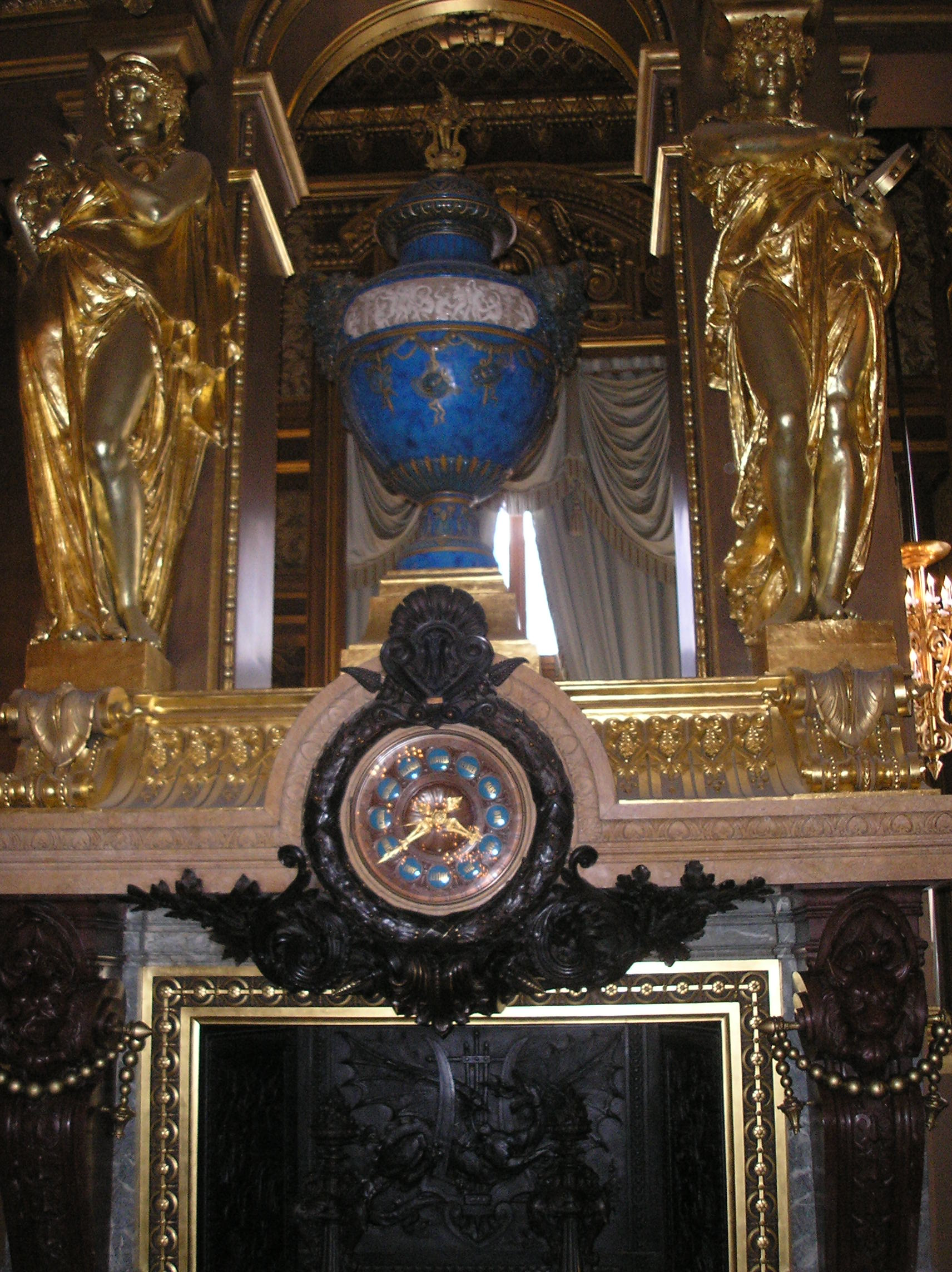
L'Harmonie et La Poésie, caryatides en zinc et cuivre argenté de la cheminée ouest du foyer de l'opéra Garnier à Paris.